# (74005) 1998 FH70
(74005) 1998 FH70 – planetoida z pasa głównego asteroid okrążająca Słońce w ciągu 3,67 lat w średniej odległości 2,38 j.a. Odkryta 20 marca 1998 roku.